# Ari Ólafsson
 (mai 2018).
Ari Ólafsson est un chanteur islandais. Il représente l'Islande au Concours Eurovision de la Chanson 2018, avec la chanson Our Choice. Il participe à la première demi-finale où il se classe dernier avec 15 points.

## Enfance
Ari Ólafsson naît à Reykjavík, mais passe une partie de son enfance en Floride. À 11 ans, il est repéré pour le rôle principal de Oliver !  dans son adaptation islandaise, ce qui lui permet de gagner une certaine notoriété sur l'île.

## 2015 - présent: The Voice et l'Eurovision
En 2015, il participe à la version islandaise de l'émission The Voice, mais est éliminé à l'étape des battles. Il participe également à la sélection islandaise pour l'Eurovision en 2017, le Söngvakeppnin 2017, en tant que choriste. Le 20 janvier 2018, il est annoncé en tant que concurrent pour le Söngvakeppnin 2018, qu'il remporte au terme de la superfinale, avec 53,2% des votes. Il participe donc au Concours Eurovision de la Chanson 2018 sous la bannière islandaise. Il participe à la première demi-finale, le 8 mai 2018, où il finit dernier avec 15 points. 

## Discographie

### Singles
- 2018 : Heim
- 2018 : Our Choice